# اندرس جاسون
اندرس جاسون (انگلیسی: Andres Jasson؛ زادهٔ ۱۷ ژانویهٔ ۲۰۰۲) بازیکن فوتبال اهل ایالات متحده آمریکا است.
وی همچنین در تیم‌های ملی فوتبال United States boys' national under-15 soccer team و United States men's national under-17 soccer team بازی کرده‌است.